# Mediji v Sloveniji
Mediji v Sloveniji se nanašajo na množična občila s sedežem v Sloveniji. Televizijo, revije in časopise upravljajo tako državne kot profitne družbe, ki so odvisne od oglaševanja, naročnine in drugih prihodkov, povezanih s prodajo. Ustava Republike Slovenije jamči svobodo govora, Slovenija pa se je v poročilu Indeksa svobode tiska za leto 2016, ki so ga pripravili Novinarji brez meja, uvrstila na 40. mesto, kar je za 5 mest manj kot v letu 2015.
Julija 2020 je bilo v vladnem uradnem registru medijev 2350 medijev. Bruto vrednost oglaševalskega trga je leta 2008 znašala 522,5 milijona evrov, kar je 15 % več kot v preteklem letu. Največ oglaševanja gre na televizijo (55 %), sledijo tiskani mediji (30 %), zunanji mediji (7 %), radio (4,4 %) in spletni mediji (3,5 %).
Med glavnimi medijskimi podjetji so trije tiskani mediji (Delo, Dnevnik in Večer) ter dva radijska medija (Radiotelevizija Slovenija in Pro Plus). Največja ostaja javna radiotelevizija RTV Slovenija s 124,7 milijona evrov (2008), od tega 62,2 % od naročnin. Oglaševanje pokriva od 1/3 do 1/2 proračuna glavnih časopisov.
V Sloveniji imajo tiskana občila širši doseg (89 %) kot radio in televizija (okoli 66 %). Povprečni čas gledanja televizije je 3 ure.